# Епархия Аутлана
Епархия Аутлана (лат. Dioecesis Rivoriensis ) — епархия Римско-католической церкви с центром в городе Аутлан-де-Наварро, Мексика. Епархия Аутлана входит в митрополию Гвадалахары. Кафедральным собором епархии Аутлана является церковь Пресвятой Троицы.

## История
28 января 1961 года Римский папа Иоанн Павел II издал буллу Cristifidelium, которой учредил епархию Аутлана, выделив её из архиепархии Гвадалахары.

## Ординарии епархии
- епископ Miguel González Ibarra (20.03.1961 — 15.07.1967) — назначен епископом Сьюдад-Обрегона;
- епископ Everardo López Alcocer (25.07.1967 — 19.12.1968);
- епископ José Maclovio Vásquez Silos (25.03.1969 — 23.07.1990);
- епископ Lázaro Pérez Jiménez (15.05.1991 — 26.07.2003) — назначен епископом Селаи;
- епископ Gonzalo Galván Castillo (26.10.2004 — 25.06.2015);
- епископ Rafael Sandoval Sandoval (23.11.2015 — по настоящее время).

## Источник
- Annuario Pontificio, Libreria Editrice Vaticana, Città del Vaticano, 2003, ISBN 88-209-7422-3
- Булла Cristifidelium, AAS 53 (1961), стр. 593  (лат.)